# 蔡瑞雪
蔡瑞雪（韓語：스노우베이비，少部分韓國媒體採用直譯為，1996年10月2日—），臺灣女藝人、YouTuber。父親是臺灣人，母親是乌孜别克族和藏族混血。

## 個人生涯
2014年高中時期曾因上過《校花點點名》節目而獲得「北一女神」的稱號，也是名YouTuber，不時會發表彩妝教學影片和vlog，與網友分享感情。2015年曾上過《大學生了沒》初戀系美少女主題單元。

### 參加偶像學校
2017年參加韓國選秀節目《偶像學校》以素人身份爭取女團出道機會。從第一集開始，但成績不理想，韓文也不熟練。
在第3集節目中，所有學生分組唱跳韓國女團的經典名曲，蔡瑞雪被分到前輩「Lovelyz」的夯曲《Ah-Choo》，在YouTube以及NAVER平台上公布個人直拍影片。
在《偶像學校》第四集中，最終因同期練習生李憐惟使用排名上升劵，從原本的32名下降到33名，慘遭淘汰。淘汰成員後《偶像學校》說明淘汰者將降為普通班，繼續接受培訓，即使無法立刻出道，未來也會提供這些人出演節目或是參與公演的可能，這些學生仍有機會可以出道。之後《偶像學校》則表示，首輪淘汰者最終討論傾向不接受轉入普通班訓練的退學方案。 Mnet表示8位淘汰者和《偶像學校》之間的是開放的態度，已經透過節目跨出了第一步， 若透過其他經紀公司完成歌手夢想的話也給與應援，蔡瑞雪則選擇在2017年11月初回台灣。

### 戲劇演出
蔡瑞雪自偶像學校結束後，從2019年電影《陪你很久很久》飾演夏天角色開始，先後演出了多檔影劇。2023年演出電視劇《地獄里長》，飾演網紅劉姍姍角色，獲得劇迷給予眾多的好評。

## 感情生活
初戀男友為王以綸，兩人於2019年底開始交往，2020年10月左右因聚少離多分手。

## 演出作品

### 電影
| 年份   | 電影名稱         | 角色 |
| 2018年 | 《殮魂師》       | 小八 |
| 2019年 | 《陪你很久很久》 | 夏天 |

### 長篇劇集
| 年份   | 電視臺           | 劇名               | 角色       | 出場集數             |
| 2019年 | 公視             | 《噬罪者》         | 李曉君     | EP 1-3,7-9,12-13     |
| 2020年 | 台視、三立都會台 | 《浪漫輸給你》     | 凌楚楚楚楚 | 1-3,5-6,17-18,202-13 |
| 2023年 | 公視、三立都會台 | 《地獄里長》       | 劉姍姍     | 9-13                 |
| 2024年 |                  | 《回憶暫存事務所》 |            |                      |

### 迷你劇集
| 年份   | 電影名稱           | 角色   | 播出頻道 |
| 2020年 | 《違反校規的跳投》 | 李妍熙 | myVideo  |
| 2020年 | 《返校》           | 蘇婕妤 | 公共電視 |

### 電視節目
| 年份   | 日期             | 電視台     | 名稱                  | 備註                    |
| 2017年 | 7月13日－7月27日 | Mnet       | 《偶像學校》          | EP1－EP3                |
| 2017年 | 7月13日          | Mnet       | 《M Countdown》       | EP532 （Special Stage） |
| 2018年 | 3月23日、3月30日 | 보겸 TV    | 《皇家探險》          | EP3、EP5來賓出演        |
| 2019年 | 10月19日         | 華視       | 《天才衝衝衝》        | EP691來賓出演           |
| 2023年 | 3月25日          | TVBS歡樂台 | 《來吧！營業中第2季》 | 客人                    |

#### 在偶像学校的成绩
| 項目   | 分數   | 名次 |
| 歌唱   | 2.5分  | 31   |
| 舞蹈   | 2.6分  | 37   |
| 體力   | 0.7分  | 38   |
| 總平均 | 1.93分 | 37   |

| 集數                                                        | 排名       |
| 第一集                                                      | 34         |
| 第二集                                                      | 32         |
| 第三集                                                      | 該集不排名 |
| 第四集                                                      | 33         |
| 第一次淘汰賽，遭到淘汰。 但決定不進入普通班，因此離開學校。 |            |

## 廣告代言
| 日期   | 名稱                  |
| 2017年 | Sony Xperia XA1 Ultra |
| 2018年 | 網路遊戲「暴走學園」  |

## 雜誌
| 日期   | 項目                                                        |
| 2014年 | 《Koobii人氣嚴選109》【北一女中－蔡瑞雪】活潑可愛的混血女孩 |
| 2014年 | 北一女中 蔡瑞雪 混血小貓奴的善良日記                        |

## 宣傳大使
| 日期   | 項目                                     |
| 2017年 | 家扶基金會「LOVE HUGS 護童擁抱」公益大使 |
| 2021年 | 運動休閒品牌PONY品牌大使                 |

## 備註
1. ↑  原名次為安全不被淘汰的第32名，然而第33名李憐惟同學獲得「排名上升券」晉升，名次降至33名因而被淘汰。
2. ↑  該節目至台灣日月潭取景並進行競賽，但新聞誤植為《Running Man》。
3. ↑  與龔言脩宣傳《陪你很久很久》
僅參與和《搶答版九宮格聯想Tempo》

## 外部連結
- 蔡瑞雪的Instagram帳戶
- 蔡瑞雪的Facebook專頁
- YouTube上的蔡瑞雪頻道
- 蔡瑞雪的新浪微博